# Beat It! (videogioco 1987)
Beat It!, chiamato anche Jammin II o Jammin' II a video, Beat It sulla cassetta e Beat-It sulla copertina, è un videogioco d'azione con elementi rompicapo pubblicato nel 1987 per Commodore 64 dalla Mastertronic.
È il seguito di Jammin' e, come il predecessore, ha un tema dedicato alla musica e si svolge su scenari multicolore dove il protagonista può camminare solo rimanendo sullo stesso colore.

## Modalità di gioco
Il gioco si svolge su un pavimento rettangolare visto dall'alto a schermo fisso, suddiviso in caselle di colori diversi. Gruppi contigui di caselle dello stesso colore formano percorsi o aree. Ci sono inoltre alcuni nastri trasportatori multicolore, orientati in orizzontale o in verticale, percorribili solo in una direzione. Il personaggio del giocatore può camminare in tutte le direzioni, ma una volta entrato in una casella, deve rimanere sulle caselle dello stesso colore, finché non sale su un nastro trasportatore; da lì potrà scendere su una casella di qualsiasi colore.
Per superare un livello si devono raccogliere tutte le 16 crome sparse sull'area. Man mano che si accumulano note, la musica di sottofondo diventa più complessa con l'aggiunta di più strumenti. Il giocatore ha a disposizione più vite, una barra di indicazione del tempo rimasto per completare il livello, e una barra di indicazione del "volume", che se esaurito causa il game over indipendentemente dalle vite rimaste.
Sullo scenario si trovano nemici di diversi tipi, che vagano seguendo le stesse regole di movimento del protagonista e devono essere evitati. I più comuni sono simboli di due crome collegate, che se toccati fanno perdere una delle note raccolte, rimettendola sullo scenario. Altri nemici, che compaiono occasionalmente, hanno diversi effetti, ad esempio: la "distorsione" fa perdere una vita, il poliziotto fa perdere un po' di volume, la sigaretta rallenta il protagonista, il joystick inverte il sistema di controllo, l'interruttore rende buio lo scenario.
Possono apparire temporaneamente oggetti mobili che se raggiunti fanno da power-up, come altoparlanti che aumentano il volume e orologi che aumentano il tempo.
Ci sono in tutto 60 livelli, con forme sempre diverse dello scenario, e con varie combinazioni di colori e colonne sonore.
Dal menù principale si può scegliere se controllare Rockin' Rodney (uomo) o Rachel (donna); la differenza è, apparentemente, soltanto estetica. Si possono impostare la difficoltà e il numero di vite. Si può selezionare anche vite infinite, una sorta di modalità trucchi non segreta, nella quale si possono anche saltare i livelli premendo un tasto, ma non viene mai accumulato alcun punteggio.

## Accoglienza
Beat It uscì in edizione economica e, anche in proporzione al basso prezzo, ricevette accoglienza variabile.
La rivista Zzap! 20 fu particolarmente entusiasta, assegnò un voto complessivo dell'88% e lo trovò molto originale e divertente. Anche Hit Parade 38 ne parlò molto bene.
Giudizi medi vennero dati da Commodore User 51 (voto 7/10) e Power Play 3 (6/10), quest'ultima sottolineò che era divertente ma di grafica mediocre.
Furono generalmente insoddisfatte Aktueller Software Markt 2 (valore 5/12) e Tilt 52, che lo trovava molto semplice e non originale.